# Der goldene Pierrot
Der goldene Pierrot (manchmal heißt es auch Der goldne Pierrot) ist eine Operette in acht Bildern mit der Musik von Walter Wilhelm Goetze. Das Libretto verfassten Oskar Felix und Otto Kleinert. Uraufführung war am 31. März 1934 im Theater des Westens in Berlin.

## Orchester
Zwei Flöten, eine Oboe, zwei Klarinetten, ein Fagott, zwei Hörner, zwei Trompeten, drei Posaunen, eine Harfe, eine Celesta, Schlagwerk und Streicher

## Handlung
Die Operette spielt in einer Großstadt am Rhein im Jahr 1932
Der Weingutbesitzer Peter Sander sähe es gerne, wenn seine Tochter Edith den von ihm so sehr geschätzten Horst Brenkendorf zum Manne nähme. Die beiden jungen Leute haben auch nichts dagegen einzuwenden; doch jetzt herrscht Karneval, und da steht der Spaß im Vordergrund. Edith hat sich als goldener Pierrot verkleidet und treibt bei einem Maskenball die Stimmung auf den Siedepunkt. Keiner weiß, wer sich hinter der Maske verbirgt, nicht einmal ihr neugieriger Vater, der als Vorsitzender des Elferrates zu gerne wüsste, wer der Scherzbold in Wirklichkeit ist. 
Als goldener Pierrot macht sich Edith an ihren geliebten Horst Brenkendorf heran und erteilt ihm den Segen dazu, die Tochter des Weingutbesitzers Sander zu heiraten. Allerdings knüpft sie die Erlaubnis an die Bedingung, dass er sie – wann immer sie wolle und wohin es auch sein möge – zu einem Schäferstündchen begleite. 
Ein halbes Jahr später. Am Abend der Hochzeitsfeier ist es schließlich so weit: Benkendorf ereilt die Einladung des goldnen Pierrot, sofort alles stehen und liegen zu lassen und ihn zu einem verschwiegenen Plätzchen zu begleiten. Was Edith nicht für möglich gehalten hat trifft ein: Horst geht mit. Was für ein untreuer Gatte! Als die beiden im Separée alleine sind, muss der goldene Pierrot feststellen, dass diesmal er der Gelackmeierte ist. Edith hatte für ihre Rolle als goldener Pierrot vergessen, den Ehering abzunehmen. Deshalb war ihrem Angetrauten nicht verborgen geblieben, wer der Pierrot ist, und nur deshalb ist er ihr gefolgt. Auch er hat nur eine Rolle gespielt: die des untreuen Ehemannes.
Zurück im Salon wird wieder ausgelassen Hochzeit gefeiert.

## Musikalische Höhepunkte
- Goldener Pierrot, eine Nacht mit dir
- Viel' schöne Frauen gibt's im bunten Liebesgarten
- Wer am Rosenmontag an Aschermittwoch denkt (Duett)
- Sei pünktlich, und lass mich nicht warten
- Man spielt nicht mit Herzen
- Tanzen will jedes Mädel
- Die Welt ist schön und muss sich dreh'n
- Den ersten Walzer hat erdacht der Mann im Mond